# Кособоково
Кособоково — село в Шипуновском районе Алтайского края России. Входит в состав Войковского сельсовета.

## География
Село находится в центральной части Алтайского края, в пределах степной зоны Предалтайской равнины, на левом берегу реки Чарыш, на расстоянии примерно 43 километров (по прямой) к востоку-юго-востоку (ESE) от села Шипуново, административного центра района. Абсолютная высота — 163 метра над уровнем моря.
Климат характеризуется как континентальный. Средние показатели температуры воздуха в зимний период находятся в диапазоне между −15 и −10 °C, летом — в диапазоне между 15 и 20 °C. Количество осадков, выпадающих зимой, в среднем составляет 187 мм, летом — 273 мм.

## История
Основано в 1725 году. По данным 1926 года имелось 275 хозяйств и проживало 1367 человек (в основном — русские). Действовали школа I ступени, изба-читальня, библиотека, лавка общества потребителей, сельскохозяйственное и кредитное товарищества. В административном отношении село являлось центром Кособоковского сельсовета Чарышского района Рубцовского округа Сибирского края.

## Население
| 1926 | 1997 | 1998 | 1999 | 2000 | 2001 | 2002 |
| ---- | ---- | ---- | ---- | ---- | ---- | ---- |
| 1367 | ↘435 | →435 | ↘416 | ↘412 | ↘411 | ↘389 |
| 2003 | 2004 | 2005 | 2006 | 2007 | 2008 | 2009 |
| ↗391 | ↘386 | ↘363 | ↘354 | →354 | ↘343 | ↘331 |
| 2010 | 2011 | 2012 | 2013 |      |      |      |
| ↗334 | ↘332 | ↗342 | ↘333 |      |      |      |

Согласно результатам переписи 2002 года, в национальной структуре населения русские составляли 96 %.

## Инфраструктура
В селе функционируют основная общеобразовательная школа, детский сад, дом культуры и фельдшерско-акушерский пункт.

## Улицы
Уличная сеть села состоит из семи улиц и двух переулков.